# 1826
1826. је била проста година.

## Догађаји

### Јануар
- 14. jануар — У Пешти је основана Матица српска на иницијативу Јована Хаџића.

### Фебруар
- 24. фебруар — Потписан је мир из Јандабоа, којим је окончан Први англо-бурмански рат.

### Мај
- 10. мај — Ђурђевска скупштина у Крагујевцу (1826)

## Рођења

### Фебруар
- 22. фебруар — Светозар Милетић, српски политичар у Угарској

### Април
- 6. април — Гистав Моро, француски сликар
- 13. април — Коста Цукић, српски економиста и политичар

### Мај
- 3. мај — Карл XV Шведски, шведско-норвешки краљ

### Јун
- 10. јун — Богобој Атанацковић, српски књижевник и адвокат († 1858)

### Септембар
- 26. септембар — Љубомир Ненадовић, српски књижевник. († 1895)

## Смрти

### Јун
- 5. јун — Карл Марија фон Вебер, немачки композитор
- 7. јун — Јозеф фон Фраунхофер, немачки физичар

### Јул
- 4. јул — Џон Адамс, амерички председник. (*1735).
- 4. јул — Томас Џеферсон, амерички председник. (*1743).